# Akeley (Buckinghamshire)
Pour les articles homonymes, voir Akeley.
Akeley est un village et une paroisse civile situé à 4 km au nord de Buckingham dans le comté du Buckinghamshire. Lors du recensement de 2001, sa population était de 545 habitants.